# 추억팔이
추억팔이는 대중의 향수를 자극하는 방법으로 특정한 목적을 달성하는 행동을 말하며 최근에는 가요나 영화와 드라마에서 흔히 사용한다. 2010년대 초·중반 추억팔이가 흥행하면서 유행처럼 번진 '추억팔이 문화 콘텐츠의 결정판 격'으로 "억압의 시대인 1960년대를 시간적 배경으로, 젊음의 해방구인 음악감상실 쎄시봉을 공간적 배경으로 끌어와" 당대를 주름잡은 실존 뮤지션들의 희로애락을 그린 영화 《쎄시봉》이 개봉되었다. 90년대 가수들 대거 출연한 방송 프로 '토토가' 깜짝 인기와 드라마 응답하라… 영화 국제시장 등 과거 이야기와 노래나 물건이 재등장하는 것에 대하여 1990년대가 어린시절인 2030세대의  '반가움'과 '친근한 느낌'은 당연하지만 팍팍해진 현실 도피적 성격도 있고 대체로 "과거는 미화되는 속성이 있다"는 비판도 있다
사실 아무리 어두운 과거라도 항상 언제나 개꿀을 빠는 사람들은 있기 마련이며 그런 사람들은 추억팔이를 하기 쉽다. 군사정권 시절 무시무시한 군대조차 운만 좋으면 엄청난 꿀을 빨 수 있었다.